# Citroën World Rally Team
Het Citroën World Rally Team is het fabrieksteam van Citroën in het Wereldkampioenschap Rally. Het team was vanaf 2001 tot 2019 actief, en werd geleid door Olivier Quesnel. Naast het "hoofdteam", is er ook een Junior Team actief.
Het team domineert al enige tijd het WRC, met Sébastien Loeb in de gelederen.

## Kampioenschappen
Het team pakte in 2004, '05, '07, 08 en 2009 met Sébastien Loeb de rijderstitel. Loeb bahaalde deze kampioenschappen samen met zijn navigator Daniel Elena.
Naast deze rijderskampioenschappen pakte Citroën in 2003, 2004, 2005, 2008 en 2009 het constructeurskampioenschap.

## Rijders
Het team heeft de volgende rijders in dienst gehad;
- Jesús Puras
- Thomas Rådström
- Fhilippe Bugalski
- Sébastien Loeb
- Colin McRae
- Kris Meeke
- Carlos Sainz
- François Duval
- Daniel Sordo